# میانی، سرگودها
میانی (به انگلیسی: Miani) یک روستا در پاکستان است که در ناحیه سرگودها واقع شده‌است.